# Манин, Александр Андреевич
Александр Андреевич Манин (1921—1944) — старший сержант Рабоче-крестьянской Красной Армии, участник Великой Отечественной войны, Герой Советского Союза (1944).

## Биография
Александр Манин родился 20 сентября 1921 года в селе Чеберчино (ныне — Дубёнский район Мордовии). После окончания средней школы работал учителем в школе. Учился на заочном отделении Саранского педагогического института. В 1940 году Манин был призван на службу в Рабоче-крестьянскую Красную Армию. С июня 1941 года — на фронтах Великой Отечественной войны.
К январю 1944 года старший сержант Александр Манин командовал орудием 871-го лёгкого артиллерийского полка 79-й лёгкой артиллерийской бригады 23-й артиллерийской дивизии 3-го артиллерийского корпуса прорыва Ленинградского фронта. Отличился во время освобождения Ленинградской области. 25 января 1944 года расчёт Манина участвовал в отражении немецкой танковой контратаки, подбив один из них. В том бою Манин был два раза ранен, но продолжал сражаться, пока не погиб. Похоронен в братской могиле в посёлке Войсковицы Гатчинского района Ленинградской области.
Указом Президиума Верховного Совета СССР от 1 июля 1944 года старший сержант Александр Манин посмертно был удостоен высокого звания Героя Советского Союза. Также посмертно был награждён орденом Ленина.
В честь Манина названы улицы в Войсковицах, Чеберчино и Дубёнках, площадь в Войсковицах, школа в Чеберчино.